# NGC 1707
NGC 1707 (również IC 2107) – asteryzm znajdujący się w gwiazdozbiorze Oriona. Skatalogował go John Herschel 8 stycznia 1828 roku jako obiekt typu „mgławicowego”. Składa się z czterech gwiazd; piąta, sporo bledsza, znajduje się na północ od nich.